# پالاگره

پالاگره شهری در شهرستان سیگله در استان بولکیمده در بورکینافاسوی غربی مرکزی است جمعیت آن ۳۶۹ نفر است.